# دولمایت
دولمایت (انگلیسی: Dolemite) یک فیلم در ژانر سینمای تجارتی سیاهان است که در سال ۱۹۷۵ منتشر شد.